# Minatitlán, Puebla
Minatitlán är en ort i Mexiko.   Den ligger i kommunen Ixtacamaxtitlán och delstaten Puebla, i den sydöstra delen av landet, 130 km öster om huvudstaden Mexico City. Minatitlán ligger 2 805 meter över havet och antalet invånare är 129.
Terrängen runt Minatitlán är lite bergig, och sluttar norrut. Runt Minatitlán är det ganska tätbefolkat, med 67 invånare per kvadratkilometer. Närmaste större samhälle är Libres, 19,9 km sydost om Minatitlán. I omgivningarna runt Minatitlán växer huvudsakligen savannskog.